# BioAffix
BioAffix ist eine Reihe von Zugangskontrollsystemen, die Zugang, Autorisierung, Überwachung und Verwaltung von physischen Dokumenten- und Datensicherheitsanforderungen mittlerer und großer Institutionen und Organisationen unter einem Dach bieten. BioAffix kann eine biometrische Überprüfung mit vielen verschiedenen Methoden durchführen, insbesondere mit dem Handvenenabdruck. Aselsan und Ones Technology sind die Entwickler von BioAffix.
Im Bereich der Benutzerauthentifizierung kann die Zwei-Faktor-Authentisierung (2FA) oder die Multi-Faktor-Authentisierung (MFA) verwendet werden, um einen Sicherheitsmechanismus einzurichten, der eine zusätzliche Schutzebene über die traditionelle Benutzername-Passwort-Authentifizierung hinaus bietet. Bei diesen Methoden müssen Benutzer mehrere Formen der Identifizierung oder des Nachweises ihrer Identität vorlegen, bevor sie Zugang zu einem System, Gerät oder einer Anwendung erhalten. Darüber hinaus kann die Authentifizierung anhand der biometrischen Identifizierung oder einer E-Mail-Bestätigung sowie über personalisierte Geräte wie Mobiltelefone erfolgen. Andererseits lesen Handvenenlesegeräte die Venennetze auf der Handfläche einer Person und vergleichen die gewonnenen Daten mit vorhandenen Benutzerdaten. Wenn die Daten der Person, deren Handfläche gescannt wird, kompatibel sind und die Person über die erforderlichen Berechtigungen in dem gewünschten Bereich verfügt, werden die benötigten Genehmigungen automatisch erteilt. Da biometrische Daten nicht kopiert werden können, ist ein unbefugter Zugriff nicht möglich. Es führt Authentifizierungsprozesse auf dem Gerät durch, indem es bei der Bilderfassung Technologien zur Tiefenabtastung und zur durch künstliche Intelligenz unterstützten Gesichtserkennung einsetzt.
Aselsan leitet die Entwicklungs- und Qualitätsprozesse der unter der Marke BioAffix entwickelten Produkte des Biometrischen Identitätsüberprüfungs- und Zugangskontrollsystems (BKDGKS). Seit 2011 sind biometrische Datenüberprüfungs- und Zugangskontrollsysteme in der gesamten Türkei verbreitet, und dank der im Inland hergestellten Geräte und der geschaffenen Infrastruktur können Betruge bei Identitätskontrollen verhindert werden. Darüber hinaus wurde eine Absichtserklärung zwischen ASELSAN und dem TÜBİTAK-Forschungszentrum für Informatik und Informationssicherheit für fortgeschrittene Technologien (BILGEM) unterzeichnet, um die Zusammenarbeit bei der Entwicklung von BKDGKS-Geräten und den Transfer von technischer Kompetenz in diesem Bereich, einschließlich der Marke BioAffix, zu gewährleisten.
BioAffix bietet Lösungen für Identitätsfälschungsprobleme, insbesondere in Form von Identitätsbetrug in Form der Verwendung von Ausweisen anstelle einer anderen Person, für Institutionen wie die Generaldirektion für Bevölkerungs- und Staatsbürgerschaftsangelegenheiten des Innenministeriums (NVİ) und die Anstalt für Soziale Sicherheit (SGK), und wird in insgesamt 12 Länder exportiert, unter anderem nach Aserbaidschan, Deutschland, Indonesien, Frankreich, Japan, Kasachstan, Kosovo und Nordmazedonien.